# Riera de las Arenas

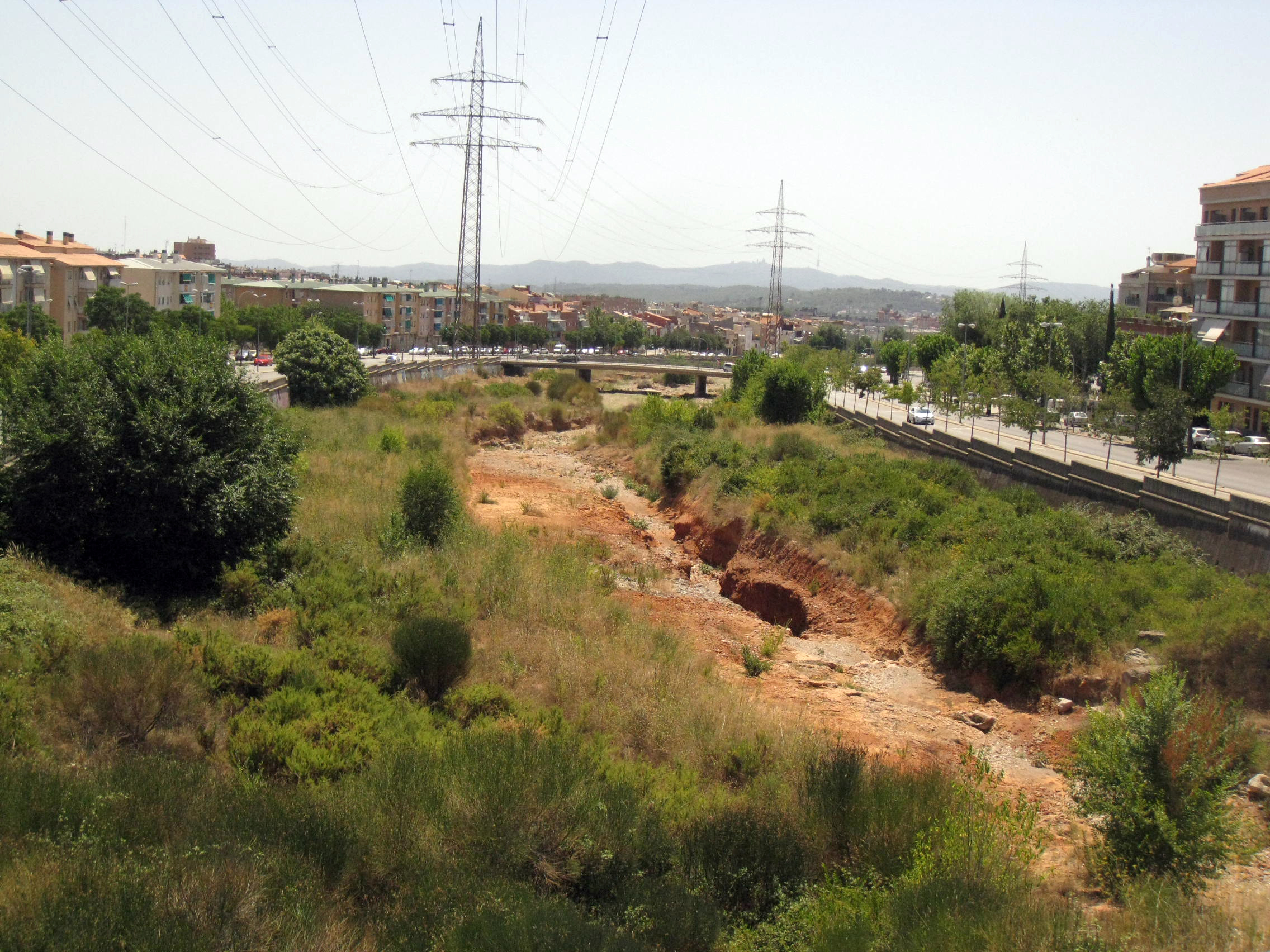
Riera de las Arenas a su paso por Tarrasa.

La riera de las Arenas (en catalán Riera de les Arenes) es un río de España que discurre por el Vallés Occidental a lo largo de unos 15 km y tiene una cuenca de 30 km². Nace en la vertiente sur del collado de Estenalles, más abajo del pico del Montcau, en la sierra de Sant Llorenç del Munt (en el término municipal de Mura). Pasa por Matadepera (donde recibe, por la derecha, el torrente de la Fuente de la Riba, a la altura de la urbanización de las Pedritxes), Tarrasa y las Fonts. Aquí confluye, también por la derecha, con la riera del Palau, y pasa a formar parte de la riera de Rubí, la cual termina en el río Llobregat.
El 25 de septiembre de 1962 la crecida de las aguas de la riera a causa de unas lluvias torrenciales provocó efectos catastróficos en la llamada Gran Riada (o aguaceros del Vallés), a su paso por los barrios terrasenses de San Lorenzo, las Arenas, Can Palet y las Fonts y posteriormente por la localidad de Rubí, en los que había construcciones en el propio lecho de la riera. Se calcula que se llegó a los 700 metros cúbicos por segundo, mientras que el caudal normal durante la mayor parte del año es inapreciable, ya que muchas veces está seco. Como resultado de la riada murieron más de 900 personas en todo el Vallés y los daños materiales fueron extremadamente graves.
Se produjeron, también, crecidas importantes en los años 1971,1974 y 1981 pero se pudieron evitar daños materiales y humanos al estar canalizado el lecho de la riera.